# Simyra renimaculata
Simyra renimaculata là một loài bướm đêm trong họ Noctuidae.